# Pietro Antonio Raimondi
Pietro Antonio Raimondi (Cutro, 26 gennaio 1698 – Capaccio, 15 aprile 1768) è stato un vescovo cattolico italiano.

## Biografia
Pietro Antonio Raimondi nacque a Cutro, in arcidiocesi di Santa Severina, il 26 gennaio 1698 da Gianvincenzo, fratello di Marcantonio, vescovo di Cariati, e Lucrezia Olivieri, sorella di Tommaso e Camillo, vescovi rispettivamente di Strongoli e Gravina.
Laureato in legge a Napoli, esercitò inizialmente il ruolo di giudice a Salerno ma successivamente sentì la vocazione al sacerdozio e lasciò presto l'incarico; venne così convocato dallo zio Marcantonio a Cariati, dove per un certo tempo servì nella sua diocesi in qualità di uditore.
Ordinato presbitero il 20 marzo 1734, divenne vicario generale della diocesi di Teramo durante l'episcopato di Tommaso Alessio de' Rossi. Seguì poi la nomina alla medesima carica da parte del cardinale Tommaso Ruffo per le sedi di Palestrina, Porto e Santa Rufina e Ostia.
Il 22 gennaio 1742 venne nominato vescovo di Capaccio da papa Benedetto XIV; ricevette l'ordinazione episcopale il successivo 22 gennaio dal cardinale Giovanni Antonio Guadagni e dai co-consacranti Ferdinando Maria de' Rossi, arcivescovo titolare di Tarso, e Giovanni Andrea Tria, arcivescovo titolare di Tiro.
Preso possesso della diocesi poco tempo dopo, fondò un nuovo seminario per la formazione dei giovani al presbiterato; tale iniziativa fu resa possibile grazie all'appoggio del papa e del re Carlo III, nonostante l'idea iniziale fosse invece quella di aprire un monastero per le vergini consacrate, fortemente voluto dall'allora vescovo Carlo Francesco Giocoli.
Nel corso del suo episcopato fece anche aprire diverse scuole a vantaggio delle famiglie più povere che non potevano mantenere i loro figli all'istruzione. Ebbe modo di dichiarare in diverse occasioni di tenerci così tanto all'istruzione dei ragazzi che addirittura, senza di essa, nessuno avrebbe potuto accedere al chericato o entrare in seminario.
Si spense a Capaccio il 15 aprile 1768 all'età di 70 anni, dopo aver retto la diocesi campana per 16 anni.

## Genealogia episcopale
La genealogia episcopale è:
- Cardinale Scipione Rebiba
- Cardinale Giulio Antonio Santori
- Cardinale Girolamo Bernerio, O.P.
- Arcivescovo Galeazzo Sanvitale
- Cardinale Ludovico Ludovisi
- Cardinale Luigi Caetani
- Cardinale Ulderico Carpegna
- Cardinale Paluzzo Paluzzi Altieri degli Albertoni
- Cardinale Flavio Chigi
- Papa Clemente XII
- Cardinale Giovanni Antonio Guadagni, O.C.D.
- Vescovo Pietro Antonio Raimondi